# Hokendauqua
Hokendauqua est une census-designated place située dans le comté de Lehigh, dans le Commonwealth de Pennsylvanie, aux États-Unis. Sa population s’élevait à 3 378 habitants lors du recensement de 2010.

## Démographie
| Groupe            | Hokendauqua | Pennsylvanie | États-Unis |
| ----------------- | ----------- | ------------ | ---------- |
| Blancs            | 92,5        | 81,9         | 72,4       |
| Afro-Américains   | 2,9         | 10,9         | 12,6       |
| Métis             | 1,9         | 1,9          | 2,9        |
| Asiatiques        | 1,3         | 2,8          | 4,8        |
| Autres            | 1,3         | 2,4          | 6,2        |
| Amérindiens       | 0,1         | 0,2          | 0,9        |
| Total             | 100         | 100          | 100        |
|                   |             |              |            |
| Latino-Américains | 6,2         | 5,7          | 16,7       |

Selon l'American Community Survey, pour la période 2011-2015, 87,78 % de la population âgée de plus de 5 ans déclare parler l'anglais à la maison, 4,16 % déclare parler l'arabe, 2,84 % le coréen, 2,16 % une langue chinoise, 1,39 % le polonais, 1,23 % l'allemand et 0,45 % l'espagnol.

## Source
- (en) Cet article est partiellement ou en totalité issu de l’article de Wikipédia en anglais intitulé « Hokendauqua, Pennsylvania » (voir la liste des auteurs).

1. ↑  (en) « Hokendauqua, PA Population - Census 2010 and 2000 », sur censusviewer.com (consulté le 2 mars 2016).
2. ↑  (en) « Population of Pennsylvania - Census 2010 and 2000 », sur censusviewer.com (consulté le 2 mars 2016).
3. ↑  (en) « American FactFinder - Results », sur factfinder.census.gov (consulté le 26 mars 2017)